# Soni (Nara)
Soni (曽爾村 Soni-mura?) es una villa localizada en la prefectura de Nara, Japón. En julio de 2019 tenía una población estimada de 1.402 habitantes y una densidad de población de 29,4 personas por km². Su área total es de 47,76 km².

## Geografía

### Localidades circundantes
- Prefectura de Nara
  - Uda
  - Mitsue
  - Higashiyoshino
- Prefectura de Mie
  - Tsu
  - Nabari

## Demografía
Según datos del censo japonés, la población de Soni ha disminuido en los últimos años.
| Año del censo | Población |
| ------------- | --------- |
| 1995          | 2.645     |
| 2000          | 2.472     |
| 2005          | 2.193     |
| 2010          | 1.895     |
| 2015          | 1.549     |